# Flor Contemplacion
Flor R. Contemplacion, née en janvier 1953 et exécutée le 17 mars 1995, est une employée de maison philippine condamnée à mort à Singapour pour meurtre. Son exécution a pour conséquence de perturber durablement les relations diplomatiques entre Singapour et les Philippines. L'affaire sert d'exutoire à de nombreux Philippins qui expriment leur frustration face aux mauvaises conditions de travail des nombreux émigrés de ce pays à l'étranger.

## Condamnation et exécution
Le  4 mai 1991, Delia Maga, — une employée de maison philippine,— est retrouvée morte par strangulation à Singapour. L'enfant de quatre ans qu'elle gardait, Nicholas Huang, est découvert noyé. Bien que le père du garçonnet n'ait pu identifier aucun suspect, la police fait le lien avec Flor Contemplacion grâce au journal de Maga. Interrogée, elle avoue le double meurtre et ne revint jamais sur ses aveux ; l'ambassade de Philippines à Singapour considéra que sa confession était crédible. Elle fut condamnée à mort et pendue en mars 1995.
Juste avant l'exécution, deux témoins philippins mirent en cause le père de l'enfant. Ils affirmèrent que celui-ci avait tué Maga dans un moment de rage après avoir découvert que son fils s'était accidentellement noyé. Celui-ci était épileptique et aurait eu une crise dans son bain sans que l'employée de maison ne s'en rende compte. La cour singapourienne prit acte du témoignage mais il fut rejeté. L'exécution eut lieu en dépit de l'intervention directe du président philippin Fidel Ramos auprès du gouvernement de Singapour en faveur de l'accusée.

## Suites
Bien que le président Ramos ait semblé dans un premier temps résigné à l'exécution, il qualifia Contemplacion d'héroïne après sa mort. Sa femme vint accueillir son cercueil à l'aéroport de Manille et Ramos fit envoyer une couronne pour ses funérailles ; il offrit aussi une aide financière aux enfants de la défunte qui dépendaient financièrement des sommes qu'elle leur envoyait de Singapour. Beaucoup de Phillipins étaient persuadés que Contemplacion était innocente ou du moins qu'elle était sous l'emprise de la folie si elle avait commis les homicides. Ils s'en prirent au gouvernement singapourien pour son manque de clémence ainsi qu'à leur propre gouvernement pour son inaction. Un groupe communiste terroriste philippin, l'Alex Boncayao Brigade (en), menaça de pratiquer des actions de représailles pour punir les officiels singapouriens et philippins. L'Église catholique, qui exerce une influence considérable aux Philippines, condamna aussi l'exécution.
L'affaire, au-delà des incertitudes planant sur la culpabilité de Contemplacion, fut utilisée comme un symbole des mauvaises conditions de travail de nombreux employés de maison philippins à l'étranger. Un film titré The Flor Contemplacion Story fut réalisé aux Philippines pour mettre en relief la situation des travailleurs émigrés philippins, il fut primé lors du Festival international du film du Caire. Le mouvement de protestation se poursuivit lors d'une affaire présentant des similitudes aux Émirats arabes unis, où la mise en cause, Sarah Balabagan fut elle aussi condamnée à mort bien que la sentence n'ait pas été exécutée.
Les relations entre Singapour et les Philippines furent perturbées durant plusieurs années après l'affaire. Pour ne pas heurter l'opinion publique de son pays, le président philippin Ramos décida de rappeler l'ambassadeur en poste à Singapour et nombre d'échanges bilatéraux furent annulés.